# Reinhard Kaufmann
Reinhard Johann Kaufmann (* 7. Juni 1937 in Hirschberg/Saale) ist ein deutscher Biologe und FDP-Kommunalpolitiker in Gießen.

## Leben

### Wissenschaft
Reinhard Kaufmann studierte von 1956 bis 1964 Zoologie, Botanik und Geologie/Paläontologie an der Justus-Liebig-Universität Gießen (JLU). In den Jahren 1964 bis 1972 übernahm er Aufbau und Leitung der Meeresbiologischen Forschungsstation (Instituto Colombo-Aleman de Investigaciones Cientificas Punta de Betín, ICAL), der späteren Außenstelle des Tropeninstituts der JLU im kolumbianischen Santa Marta, zunächst als Wissenschaftlicher Assistent, später als Kustos, Akademischer Rat und Akademischer Oberrat. Als Meereszoologe publizierte er über Biologie und Systematik von Mollusken, Cirripedien und Meeresschildkröten. In dieser Zeit war Kaufmann Mitglied der Marine Turtle Specialists Group im Rahmen der IUCN.
Nach seiner Rückkehr nach Gießen 1972 arbeitete er am Zentrum für regionale Entwicklungsforschung der JLU, wurde 1975 zum Akademischen Direktor ernannt und übernahm die Geschäftsführung des Zentrums, das 1999 im Zentrum für internationale Entwicklungs- und Umweltforschung (ZEU) aufging. Sein fachliches Interesse galt insbesondere Fragen der ländlichen Entwicklung und des Ressourcenschutzes in Lateinamerika. Auf diesem Gebiet war er verschiedentlich als Gutachter für die Deutsche Gesellschaft für Technische Zusammenarbeit (heute Deutsche Gesellschaft für Internationale Zusammenarbeit) tätig. 2000 verabschiedete ihn die Universität in den Ruhestand.

### Politik
Seit 1972 engagierte sich Kaufmann in Gießen rund 30 Jahre als Kommunalpolitiker für die FDP. Er war von 1981 bis 1997 Stadtverordneter und Vorsitzender der FDP-Stadtverordnetenfraktion.
2001 wurde er als ehrenamtlicher Stadtrat in den Magistrat berufen und übernahm in dieser Funktion ab 2002 das Kulturdezernat der Universitätsstadt, 2004 kam der Bereich der Städtepartnerschaften hinzu. Außerdem war Kaufmann von 2001 bis 2009 Aufsichtsratsvorsitzender der Stadttheater Gießen GmbH. Als Kulturdezernent etablierte er die nach Justus Liebig benannten Gießener Liebig-Stipendien für herausragende Studierende in den Liebig-Fachgebieten Chemie, Agrar und Ernährung an der Universität Gießen. Den populären „Musikalischen Sommer auf dem Schiffenberg“ erweiterte er durch die klassische Kammermusikreihe der „Basilika-Konzerte“. Mit dem eigenen Stadtplan „Gießen historisch“, der zunächst 50 historische Bauwerke durch Erläuterungstafeln erschloss, und mit von Künstlern gestalteten, im Stadtraum aufgestellten Büsten bedeutender „Gießener Köpfe“ rückte Kaufmann die Geschichte der Stadt Gießen für Bewohner und Besucher stärker ins Bewusstsein. 2009 wurde Kaufmann in den „politischen Ruhestand“ verabschiedet.

### Weiteres ehrenamtliches Engagement
Neben seinem Wirken als Kommunalpolitiker setzte sich Reinhard Kaufmann vielfältig für die Kultur in Stadt und Region ein. Er war von 1991 bis 2004 Vorsitzender des Vereins Gießener Meisterkonzerte und von ihrer Gründung 2001 bis 2007 Vorstandsmitglied der Hein-Heckroth-Gesellschaft Gießen. Darüber hinaus ist Kaufmann seit 2004 Vorstandsvorsitzender der Heimatvereinigung Schiffenberg e. V. sowie Gründungs- und Vorstandsmitglied des Vereins Criminalium und der Freunde der Antikensammlung Gießen e. V. In der Gießener Kulturstiftung ist Kaufmann seit 2005 Vorsitzender des Stiftungsvorstandes.

## Auszeichnungen
Kaufmann erhielt 1993 den Ehrenbrief des Landes Hessen und die Bronzene Ehrenplakette der Universitätsstadt Gießen, 2006 die Silberne Ehrenplakette der Stadt sowie die Ehrenbezeichnung Stadtältester. Im Jahr 2008 wurde Kaufmann mit dem Verdienstkreuz am Bande des Verdienstordens der Bundesrepublik Deutschland ausgezeichnet. 2009 erhielt er die Goldene Ehrennadel der Stadt Gießen. Für seine Verdienste um die Zusammenarbeit zwischen Universität und Stadt zeichnete ihn die Hochschule 2009 mit der Justus-Liebig-Medaille aus. Die FDP ehrte Kaufmann für besondere Verdienste mit der Theodor-Heuss-Medaille.